# Sivry-la-Perche
Sivry-la-Perche is een gemeente in het Franse departement Meuse in de regio Grand Est en het arrondissement Verdun. De gemeente telde 279 inwoners op 1 januari 2022.

## Geschiedenis
De gemeente maakte tot 2015 deel uit van het kanton Verdun-Ouest. Toen het kanton op 22 maart 2015 de kantons van Verdun werden gereorganiseerd werd Sivry-la-Perche opgenomen in het kanton Verdun-1.

## Geografie
De oppervlakte van Sivry-la-Perche bedraagt 12,17 vierkante kilometer; Op 1 januari 2022 was de bevolkingsdichtheid 22,9 inwoners per km².
De onderstaande kaart toont de ligging van Sivry-la-Perche met de belangrijkste infrastructuur en aangrenzende gemeenten.

## Demografie
Onderstaande figuur toont het verloop van het inwonertal.